# Ahora entendí
«Ahora entendí» es una balada pop cuya escritura estuvo a cargo de Yuridia y Mario Domm líder de la banda Camila. Es el primer sencillo para su tercer álbum de estudio, Entre mariposas.

## Información
Fue publicado el 15 de octubre de 2007 y alcanzó el top 5 en la lista Latin pop airplay de Estados Unidos.[cita requerida]
A pesar de tener cinco sencillos antes de «Ahora entendí», Yuridia grabó su primer videoclip. Fue grabado en la Ciudad de México, sin ninguna historia de por medio; este solo se centra en la cantante interpretando el tema, el cual sigue una secuencia de diferentes escenarios, donde podemos apreciar un estilo de fotografía otoñesco y dramático.[cita requerida]

## Promoción y recepción
Se lanzó el 15 de octubre de 2007 en México, logró ser top 5 de lo más tocado en México según publicó Monitor Latino.[cita requerida] En Estados Unidos el sencillo fue lanzado para mediados del mes de noviembre de 2007.[cita requerida]
En algunos países de Centroamérica, como Guatemala, El Salvador, Honduras, Nicaragua, Costa Rica y Panamá, logró posicionarse en algunas listas.

## Posición en listas
| Listas (2015)               | Posición alcanzada |
| --------------------------- | ------------------ |
| Billboard Hot Latin Songs   | 16                 |
| Billboard Latin Airplay     | 16                 |
| Billboard Latin Pop Airplay | 5                  |

## Versiones oficiales
- Ahora Entendí (Versión Original) - 3:46 (Yuridia Gaxiola / Mario Domm)
- Ahora Entendí (Rocasound Phunk Mix) - 4:27 (Yuridia Gaxiola / Mario Domm /Sebastián Arocha Morton) para el disco Remixes
- Ahora Entendí (Primera Fila) [En Vivo] - 4:01 (Yuridia Gaxiola / Mario Domm) para el disco Primera fila: Yuridia